# Елоїса Компостісо де Андрес
Елоїса Компостісо де Андрес (ісп. Eloisa Compostizo de Andrés; нар. 8 серпня 1988) — колишня іспанська тенісистка.
Найвищу одиночну позицію світового рейтингу — 199 місце досягла 7 червня 2010, парну — 605 місце — 18 серпня 2008 року.
Здобула 3 одиночні титули туру ITF.
Завершила кар'єру 2016 року.

## Фінали ITF

### Одиночний розряд (3–3)
| Легенда          |
| ---------------- |
| турніри $100,000 |
| турніри $75,000  |
| турніри $50,000  |
| турніри $25,000  |
| турніри $10,000  |

| Фінали за покриттям |
| ------------------- |
| Тверде (0–0)        |
| Ґрунт (3–3)         |
| Трава (0–0)         |
| Килим (0–0)         |

| Результат | Ранг | Дата            | Місце             | Покриття | Суперниця               | Рахунок            |
| --------- | ---- | --------------- | ----------------- | -------- | ----------------------- | ------------------ |
| Поразка   | 1    | 11 липня 2004   | Гечо, Іспанія     | Ґрунт    | Татьяна Пряхін          | 3–6, 6–2, 1–6      |
| Перемога  | 1    | 15 жовтня 2006  | Брага, Португалія | Ґрунт    | Марінн Жіро             | 6–4, 5–7, 6–3      |
| Поразка   | 2    | 27 травня 2007  | Горіція, Італія   | Ґрунт    | Луціє Градецька         | 2–6, 3–6           |
| Перемога  | 2    | 7 лютого 2009   | Майорка, Іспанія  | Ґрунт    | Мартіна Карегаро        | 6–0, 6–7(5–7), 6–2 |
| Перемога  | 3    | 18 липня 2009   | Рим, Італія       | Ґрунт    | Естрелья Кабеса Кандела | 6–3, 6–7(2–7), 6–2 |
| Поразка   | 3    | 27 березня 2010 | Помеція, Італія   | Ґрунт    | Мартіна Карегаро        | 1–6, 1–6           |